# Угроза обществу
«Угроза обществу» (англ. Menace II Society) — американский фильм 1993 года, режиссёрский дебют братьев-близнецов Аллена и Альберта Хьюзов, рассказывающий о тяжёлой жизни в чёрном гетто, и известный обилием сцен с графическим насилием, нецензурной речью (слово «fuck» употребляется около 300 раз) и наркотиками.
В 1993 году фильм получил приз MTV Movie Awards как лучший фильм года. При бюджете в 3,5 миллиона долларов кассовые сборы фильма составили 27,9 млн. Большинство сцен в комедии «Не грози южному централу, попивая сок у себя в квартале» являются пародией на сцены в «Угрозе обществу».

## Сюжет
Неблагополучный район Лос-Анджелеса Уоттс. Двое подростков, Кейн (Кейди Лоусон) и О-Дог (Кевин Андерсон), заходят в магазин за пивом. У О-Дога возникает конфликт с продавцом, и он убивает его вместе с женой, крадёт деньги из кассы и забирает кассету с записями с камеры видеонаблюдения, которую потом будет из хвастовства демонстрировать друзьям. Кейн мысленно констатирует: «Зашел в магазин купить пива, вышел соучастником вооруженного ограбления и убийства. На районе бывало весело — никогда не знаешь, что может произойти дальше», и вспоминает своё детство. Отец Кейна Тэт Лоусон был преступником и наркоторговцем, которого убили, когда ему было десять лет, мать умерла от передозировки героином. Кейн рос с бабушкой и дедушкой, верующим христианином. Его «уличным» воспитанием занимался знакомый с Тэтом бандит Пернелл, который сейчас отбывает пожизненный срок.
Кейн заканчивает школу, в которую он толком не ходил, вместо занятий торгуя наркотиками. Кейн дружит с девушкой Пернелла Ронни и их сыном Энтони, которого Ронни пытается оградить от криминогенной среды района. Однажды, когда Кейн и его двоюродный брат, бандит Гарольд, возвращаются с вечеринки, на них нападают вооружённые негры, польстившиеся на «бумер» Гарольда. Тот оказывает сопротивление, и его убивают, а Кейна ранят в плечо, и он попадает в больницу. Дедушка Кейна пытается убедить его встать на праведный, а не преступный путь и задаёт вопрос: «Неужели тебе всё равно, жить или погибнуть?» Кейн равнодушно относится к религии и пропускает увещевания деда мимо ушей. Вскоре О-Догу удаётся узнать местонахождение убийц Гарольда, и Кейн и Дог при помощи старшего бандита А-Вакса убивают их.
Кейна и О-Дога задерживают при попытке угона автомобиля. Так как это его первое преступление (на котором он попался), Кейну дают небольшой срок, а несовершеннолетнего О-Дога выпускают.
Друзья Кейна Стейси, подающий надежды игрок в американский футбол, и Шариф, приверженец ислама, уговаривают его поехать вместе с ними в Канзас. Отец Шарифа мистер Батлер присоединяется к уговорам, говоря, что с текущим образом жизни Кейну светит только насильственная смерть. Его слова производят на Кейна впечатление, но он не торопится менять свою жизнь. Зарабатывая на наркотиках, Кейн покупает машину из мастерской краденых автомобилей и устанавливает на неё модные диски, которые он добыл, ограбив другого автомобилиста прямо на улице.
Однажды Кейна, едущего с Шарифом, беспричинно останавливают и избивают полицейские, после чего высаживают в мексиканском районе. Вопреки ожиданиям, мексиканские бандиты не нападают на чужаков, а отвозят их в больницу. В больнице Ронни сообщает, что нашла работу в Атланте и предлагает Кейну поехать туда вместе с ней и Энтони. На прощальной вечеринке Ронни Кейн даёт согласие, они признаются друг другу в любви. Вскоре один из знакомых, Чонси, начинает грубо приставать к Ронни, и Кейн избивает его рукояткой пистолета. Ночью Кейну звонит Айлина, девушка, с которой он переспал, и говорит, что она беременна. Кейн холодно заявляет, что не от него, и бросает трубку. Кейн и Ронни посещают Пернелла в тюрьме. Пернелл сожалеет, что ничего не может сделать для своей семьи, и просит Кейна позаботиться о Ронни и особенно об Энтони и воспитать его не так, как он сам воспитывал Кейна — преступником, а нормальным человеком. Когда Кейн возвращается домой, к нему подходит двоюродный брат Айлины и предъявляет претензии, и Кейн избивает его. Увидевший это дед Кейна изгоняет его из своего дома. Кейн и О-Дог вынуждены скрываться у друзей, после того, как Чонси в отместку за избиение передал полиции копию видеозаписи с убийством О-Догом продавцов в магазине. В день, когда Кейн, Шариф, Стейси и О-Дог помогают Ронни погрузиться для переезда, к дому подъезжает машина, в которой сидят двоюродный брат Айлины и ещё два вооруженных негра. Стрелки на ходу открывают огонь из пистолетов и пистолетов-пулемётов, прямо на глазах у маленького Энтони. Шариф погибает, а Кейн получает несколько ранений в грудь. Перед умирающим на руках у Стейси Кейном проносится вся его жизнь. Он вспоминает слова деда: «Неужели тебе всё равно, жить или погибнуть?» — и понимает, что ему не всё равно; но уже поздно. О-Дога арестовывают полицейские.